# Colin Davis
Pour les articles homonymes, voir Colin Davis (pilote) et Davis.
Colin Davis, né le 25 septembre 1927 à Weybridge (Surrey, Angleterre) et mort le 14 avril 2013 à Londres, est un chef d'orchestre britannique.

## Biographie
Colin Davis étudie la clarinette au Royal College of Music de Londres, mais il n'est pas admis aux cours de direction en raison de son faible niveau de piano. Néanmoins, il forme, avec des amis étudiants, l'orchestre de Kalmar qu'il dirige souvent.
En 1952, Davis travaille au Royal Festival Hall, et vers la fin des années 1950 dirige le BBC Scottish Orchestra. Il rencontre pour la première fois un large succès en 1959 quand il remplace Otto Klemperer, souffrant, dans une exécution de l'opéra de Wolfgang Amadeus Mozart, Don Giovanni, au Royal Festival Hall. L'année suivante, il remplace Thomas Beecham lors de circonstances similaires dans la Flûte enchantée de Mozart à Glyndebourne.
Dans les années 1960, il collabore avec le Sadler's Wells Opera, avec l'Orchestre symphonique de Londres et l'Orchestre symphonique de la BBC. En 1971, il succède, jusqu'en 1986, à Sir Georg Solti en tant que chef titulaire du Royal Opera House, où il a déjà dirigé occasionnellement.
Davis est anobli en 1980. Il dirige l'Orchestre symphonique de la Radiodiffusion bavaroise et l'Orchestre symphonique de Boston avant d'être nommé chef titulaire de l'Orchestre symphonique de Londres en 1995.

## Répertoire
Il est un interprète des opéras de Michael Tippett, donnant la première de The Knot Garden (1970), de The Ice Break (1977) et de The Mask of Time (1984). En 1977, il  devient le premier chef d'orchestre anglais à apparaître au Festival de Bayreuth (consacré aux opéras de Richard Wagner) où il dirige Tannhäuser.
Il a enregistré la première intégrale de l'œuvre d'Hector Berlioz.

## Distinctions
- Commandeur de l'Ordre de l'Empire britannique (CBE - 1965)[4]
- Chevalier (Knight Bachelor - 1980)[5]
- Membre de l'Ordre des compagnons d'honneur (CH - 2001)[6]